# Erik Eriksson i Böleå
Erik Eriksson (i riksdagen kallad Eriksson i Böleå), född 22 mars 1866 i Umeå socken, död där 21 mars 1948, var en svensk lantbrukare och politiker (liberal).
Erik Eriksson, som kom från en bondesläkt, var lantbrukare i Böleå i Umeå landskommun, där han var kommunalt verksam. Han var även engagerad i Svenska Baptistsamfundet. Han var riksdagsledamot i första kammaren år 1922 för Västerbottens läns och Norrbottens läns valkrets och tillhörde Frisinnade landsföreningens riksdagsgrupp Liberala samlingspartiet. I riksdagen var han suppleant i 1922 års andra särskilda utskott.